# Contea di Smith (Kansas)
La contea di Smith in inglese Smith County è una contea dello Stato del Kansas, negli Stati Uniti. La popolazione al censimento del 2000 era di 4 536 abitanti. Il capoluogo di contea è Smith Center